# Latometus
Latometus is een geslacht van kevers uit de familie somberkevers (Zopheridae). De wetenschappelijke naam van het geslacht werd in 1842 voorgesteld door Wilhelm Ferdinand Erichson.

## Soorten
Deze lijst is mogelijk niet compleet.
- Latometus differens Carter, 1937
- Latometus lunatus Pascoe, 1860
- Latometus pubescens Erichson, 1842